# Литературные журналы России

В списке представлены литературные журналы, выходящие на территории Российской Федерации. В качестве источника информации использована книга Сергея Чупринина «Русская литература сегодня. Новый путеводитель».
| Название                     | Направление                                          | Основан                        | Периодичность | Главный редактор                   | Авторы |               |
| ---------------------------- | ---------------------------------------------------- | ------------------------------ | ------------- | ---------------------------------- | --- | ------------- |
| Арион                        | поэзия                                               | 1994 (с 2019 года не издаётся) | 4 раза в год  | Алексей Алёхин                     | Михаил Айзенберг, Максим Амелин, Белла Ахмадулина, Татьяна Бек, Андрей Вознесенский, Сергей Гандлевский, Евгений Евтушенко, Игорь Иртеньев, Бахыт Кенжеев, Тимур Кибиров, Александр Кушнер, Инна Лиснянская, Александр Межиров, Дмитрий Пригов, Евгений Рейн, Лев Рубинштейн, Генрих Сапгир, Ольга Седакова, Олег Чухонцев, Игорь Шкляревский | [ 2 ]         |
| Вестник Европы               | европейская культура                                 | 2001                           | 4 раза в год  | Виктор Ярошенко                    | Егор Гайдар, Екатерина Гениева, Леонид Лопатников, Самуил Лурье, Екатерина Медведева, Зинаида Миркина, Григорий Померанц | [ 3 ] [ 4 ]   |
| Воздух                       | поэзия                                               | 2006                           | 4 раза в год  | Дмитрий Кузьмин                    | Михаил Айзенберг, Владимир Аристов, Марианна Гейде, Ольга Зондберг, Виктор Кривулин, Андрей Левкин, Андрей Монастырский, Виталий Пуханов, Андрей Родионов, Сергей Соловьёв, Мария Степанова, Елена Фанайлова, Алексей Цветков | [ 5 ]         |
| Волга                        | художественная литература                            | 1966                           | 12 раз в год  | Анна Сафронова                     | Алексей Александров, Эмилий Арбитман, Сергей Боровиков, Борис Екимов, Виктор Ерофеев, Виктор Кривулин, Евгений Попов, Вячеслав Пьецух, Евгений Рейн, Ольга Седакова, Алексей Слаповский, Александр Солженицын, Сергей Стратановский | [ 6 ]         |
| Вопросы литературы           | критика и литературоведение                          | 1957                           | 6 раз в год   | Игорь Шайтанов                     | Константин Азадовский, Алексей Алёхин, Михаил Андреев, Дмитрий Бак, Сергей Бочаров, Николай Гринцер, Юрий Манн, Виталий Махлин, Елена Погорелая, Ольга Половинкина, Андрей Турков, Кэрил Эмерсон | [ 7 ]         |
| Дети Ра                      | поэзия                                               | 2004                           | 12 раз в год  | Евгений Степанов                   | Геннадий Айги, Татьяна Бек, Константин Кедров, Сергей Бирюков, Виктор Соснора, Владимир Алейников, Валерий Прокошин, Кирилл Ковальджи, Инна Лиснянская, Александр Еременко, Александр Карпенко, Дмитрий Быков, Марина Кудимова, Олег Хлебников, Нина Краснова, Лео Бутнару, Андрей Гусев, Анна Гедымин, Лев Аннинский, Тамара Жирмунская, Алина Витухновская, Эдуард Лимонов, Любомир Левчев, нобелевские лауреаты Иосиф Бродский и Тумас Транстрёмер | [ 8 ]         |
| Дружба народов               | художественная литература, публицистика              | 1939                           | 12 раз в год  | Сергей Надеев                      | Сухбат Афлатуни, Муса Ахмадов, Татьяна Бек, Юрий Буйда, Василь Быков, Резо Габриадзе, Даниил Гранин, Денис Гуцко, Иван Дзюба, Валерий Исхаков, Тимур Кибиров, Кирилл Ковальджи, Валентин Курбатов, Ольга Лебёдушкина, Инна Лиснянская, Захар Прилепин, Анатолий Приставкин, Сергей Филатов, Леонид Юзефович | [ 9 ]         |
| Звезда                       | художественная литература                            | 1923                           | 12 раз в год  | Яков Гордин и Андрей Арьев         | Константин Азадовский, Юз Алешковский, Андрей Битов, Дмитрий Бобышев, Сергей Гандлевский, Александр Генис, Игорь Ефимов, Александр Жолковский, Вяч. Вс. Иванов, Николай Крыщук, Михаил Кураев, Александр Кушнер, Юлия Латынина, Лев Лосев, Самуил Лурье, Александр Мелихов, Александр Нежный, Ольга Новикова, Владимир Новиков, Евгений Пастернак, Валерий Попов, Евгений Рейн, Омри Ронен, Игорь Смирнов, Виктор Соснора, Борис Стругацкий, Игорь Сухих, Елена Тахо-Годи, Роман Тименчик, Наталия Толстая, Дмитрий Травин, Елена Чижова, Михаил Эпштейн | [ 10 ]        |
| Зинзивер                     | художественная литература                            | 2004                           | 12 раз в год  | Тамара Буковская, Евгений Степанов | Владимир Алейников, Татьяна Алферова, Лев Аннинский, Дмитрий Артис, Алексей Ахматов, Владимир Бауэр, Сергей Бирюков, Александр Вейцман, Александр Вепрёв, Лилия Газизова, Галина Гампер, Анна Гедымин, Георгий Геннис, Анатолий Головков, Александр Горнон, Михаил Еремин, Татьяна Зоммер, Вера Зубарева, Семен Каминский, Владимир Коркунов, Нина Краснова, Михаил Кузьмин, Арсен Мирзаев, Михаил Синельников, Дмитрий Легеза, Саша Либуркин, Зинаида Линден, Ольга Логош, Борис Лихтенфельд, Мария Малиновская, Александр Мелихов, Юрий Милорава, Сергей Мнацаканян, Михаил Окунь, Людмила Осокина, Александр Петрушкин, Елена Сафронова, Эмиль Сокольский, Виктор Соснора, Евгений Степанов, Сергей Стратановский, Игорь Харичев, Майя-Марина Шереметева, Владимир Шпаков | [ 11 ]        |
| Знамя                        | художественная литература                            | 1931                           | 12 раз в год  | Сергей Чупринин                    | Максим Амелин, Марина Вишневецкая, Георгий Владимов, Андрей Вознесенский, Сергей Гандлевский, Андрей Дмитриев, Леонид Зорин, Юрий Карякин, Тимур Кибиров, Анатолий Курчаткин, Людмила Петрушевская, Елена Фанайлова, Александр Чудаков, Владимир Шаров, Елена Шварц, Михаил Шишкин, Асар Эппель | [ 12 ]        |
| Иностранная литература       | переводная литература                                | 1955                           | 12 раз в год  | Александр Ливергант                | Джон Апдайк, Гюнтер Грасс, Исаак Башевис Зингер, Дидье ван Ковелер, Милан Кундера, Джон Кутзее, Патрик Модиано, Иэн Макьюэн, Норман Мейлер, Чеслав Милош, Видиа С. Найпол, Амели Нотомб, Орхан Памук, Жозе Сарамаго, Сьюзен Сонтаг, Мишель Уэльбек, Вислава Шимборская, Умберто Эко | [ 13 ]        |
| Континент                    | художественная литература, публицистика и религия    | 1974                           | 4 раза в год  | Игорь Виноградов                   | Сергей Аверинцев, Анатолий Азольский, Василий Аксёнов, митрополит Антоний (Блум), Виктор Астафьев, Белла Ахмадулина, Андрей Битов, Евгений Блажеевский, Дмитрий Галковский, Евгений Ермолин, Андрей Зубов, Наум Коржавин, о. Георгий Кочетков, Александр Кырлежев, Семён Липкин, Инна Лиснянская, о. Александр Мень, Адам Михник, Жорж Нива, Лариса Пияшева, Герман Плисецкий, Григорий Померанц, Евгений Попов, Станислав Рассадин, Ольга Седакова, Витторио Страда, Олег Чухонцев, о. Александр Шмеман, Михаил Эпштейн, Сергей Юрский, Христос Яннарас | [ 14 ]        |
| Митин журнал                 | художественная литература                            | 1984                           | нерегулярно   | Дмитрий Волчек                     | Шамшад Абдуллаев, Аркадий Драгомощенко, Александр Ильянен, Илья Масодов, Маргарита Меклина, Ярослав Могутин, Дмитрий Пригов, Лев Рубинштейн, Владимир Сорокин, Елена Фанайлова, Шиш Брянский, Татьяна Щербина | [ 15 ]        |
| Нева                         | художественная литература                            | 1955                           | 12 раз в год  | Наталья Гранцева                   | Наталья Галкина, Глеб Горбовский, Александр Городницкий, Елена Зиновьева, Дмитрий Каралис, Нина Катерли, Александр Кушнер, Александр Мелихов, Борис Никольский, Вячеслав Рыбаков, Александр Рубашкин, Виктор Ширали | [ 16 ] [ 17 ] |
| Новая Юность                 | поэзия, эссеистика, новеллистика                     | 1993                           | 6 раз в год   | Глеб Шульпяков                     | Михаил Веллер, Дмитрий Воденников, Владимир Микушевич, Владислав Отрошенко, Екатерина Шевченко, Глеб Шульпяков | [ 18 ]        |
| Новое литературное обозрение | критика и литературоведение                          | 1992                           | 6 раз в год   | Ирина Прохорова                    | Константин Азадовский, Хенрик Баран, Томаш Гланц, Борис Дубин, Виктор Живов, Александр Жолковский, Андрей Зорин, Александр Лавров, Олег Проскурин, Роман Тименчик, Александр Эткинд, Михаил Ямпольский | [ 19 ]        |
| Новый мир                    | художественная литература, публицистика              | 1925                           | 12 раз в год  | Андрей Василевский                 | Сергей Аверинцев, Анатолий Азольский, Александр Архангельский, Виктор Астафьев, Андрей Битов, Сергей Бочаров, Дмитрий Быков, Рената Гальцева, Михаил Гаспаров, Даниил Гранин, Борис Екимов, Фазиль Искандер, Анатолий Ким, Наум Коржавин, Михаил Кураев, Александр Кушнер, Семён Липкин, Инна Лиснянская, Дмитрий Лихачёв, Владимир Маканин, Валентин Непомнящий, Евгений Рейн, Людмила Улицкая, Галина Щербакова | [ 20 ] [ 21 ] |
| Октябрь                      | художественная литература                            | 1924 (с 2019 года не издаётся) | 12 раз в год  | Ирина Барметова                    | Василий Аксёнов, Павел Басинский, Леонид Баткин, Алексей Варламов, Андрей Вознесенский, Игорь Волгин, Виталий Вульф, Андрей Геласимов, Александр Гельман, Даниил Гранин, Николай Климонтович, Юнна Мориц, Анатолий Найман, Владислав Отрошенко, Олег Павлов, Людмила Петрушевская, Евгений Попов, Валерий Попов, Вячеслав Пьецух, Владимир Салимон, Эдвард Радзинский, Михаил Рощин, Леонид Филатов, Борис Хазанов, Александр Хургин, Сергей Юрский | [ 22 ]        |
| Урал                         | художественная литература, публицистика              | 1958                           | 12 раз в год  | Олег Богаев                        | Анатолий Азольский, Леонид Быков, Владимир Гандельсман, Аркадий Застырец, Николай Коляда, Владислав Крапивин, Наум Лейдерман, Валентин Лукьянин, Андрей Матвеев, Эдуард Молчанов, Майя Никулина, Людмила Петрушевская, Андрей Расторгуев, Дмитрий Рябоконь, Наталия Санникова | [ 23 ]        |
| Юность                       | художественная литература, публицистика для молодёжи | 1955                           | 12 раз в год  | Сергей Шаргунов                    | Анна Ахматова, Роберт Рождественский, Белла Ахмадулина, Николай Рубцов, Владимир Амлинский, Евгений Евтушенко, Андрей Вознесенский, Олжас Сулейменов, Андрей Молчанов, Борис Васильев, Римма Казакова, Павел Багряк, Булат Окуджава, Михаил Задорнов, Фазиль Искандер, Василий Аксёнов, Валерий Золотухин, Елена Сазанович, Анатолий Гладилин, Анатолий Кузнецов, Аркадий Арканов, Александр Карпенко, Григорий Горин, Кирилл Ковальджи, Юнна Мориц, Кир Булычёв, Хелью Ребане, Николай Леонов, Анатолий Тоболяк, Александр Иванов, Алексей Борычев, Юрий Рыбчинский, Елена Съянова, Геннадий Машкин, Дина Рубина и другие известные авторы | [ 24 ]        |

## Современные толстые журналы России
- Арион
- Байкал
- Бельские просторы
- Вестник Европы
- Воздух
- Волга
- Вопросы литературы
- Дальний Восток
- Дарьял
- День и ночь
- Дети Ра
- Дон
- Дружба народов
- Если
- Зарубежные записки
- Звезда
- Зинзивер
- Знамя
- Иностранная литература
- Континент
- Лампа и дымоход
- Литературная учёба
- Митин журнал
- Москва
- Наш современник
- Нева
- Новая Юность
- Новое литературное обозрение
- Новый мир
- Огни Кузбасса
- Октябрь
- Отечественные записки
- Подъём
- Полдень. XXI век
- Прочтение
- Роман-газета
- Сибирские огни
- Сибирь
- Север
- Сибирские огни
- Урал
- Этажи
- Юность